# 10e étape du Tour de France 2025
Pour un article plus général, voir Tour de France 2025.
La 10e étape du Tour de France 2025 se déroule le lundi 14 juillet 2025 entre Ennezat et le Puy de Sancy, sur une distance de 165,3 kilomètres.

## Parcours de l'étape
Se tenant le jour de la fête nationale, la 10e étape marque la première véritable incursion en montagne du Tour de France 2025. Longue de 165 kilomètres entre Ennezat et Le Mont-Dore, elle présente un profil particulièrement exigeant avec plus de 4 450 mètres de dénivelé cumulé. Le parcours enchaîne les difficultés dès le départ avec le col de Loubeyrat dès le 12e kilomètre, propice aux premières attaques. Les coureurs affrontent ensuite de nombreuses ascensions, dont le col de la Croix-Morand (3,4 km à 5,7 %) et celui de la Croix Saint-Robert (5,1 km à 6,4 %). L'étape établit un record pour le nombre de cols de 2e catégorie escaladés en une seule journée. L’arrivée se juge au sommet du Puy de Sancy, après une ultime montée rectiligne de plus de 3 kilomètres à 8 % de pente moyenne, sur une route large. Ce tracé, usant et sans répit, est taillé pour un premier écrémage entre les prétendants au classement général.

## Déroulement de la course
Le début d'étape est mouvementé. En tête de course, une importante échappée de 29 hommes se dessine. Au fil des nombreuses ascensions, le groupe se réduit. Au col de la Croix-Morand (à 41 kilomètres de l'arrivée), l'échappée est encore constituée d'une dizaine de coureurs et compte cinq minutes et trente secondes d'avance sur le peloton. Au col de la Croix Saint-Robert, situé à 10 kilomètres du terme, l'échappée est encore forte de cinq hommes : Ben Healy (EF Education-EasyPost), Thymen Arensman (Ineos Grenadiers), Ben O'Connor (Jayco AlUla), Michael Storer (Tudor) et Simon Yates (Visma-Lease a Bike), alors que le groupe maillot jaune pointe à presque six minutes. Lors de la montée finale du Puy de Sancy, Yates place une première attaque dès le pied de l'ascension mais il est rejoint par O'Connor. Au moment où Arensman revient sur le duo de tête, Simon Yates repart seul à l'attaque à 2,4 kilomètres de l'arrivée et remporte l'étape. Arrivé troisième à une trentaine de secondes du vainqueur mais 4 min 20 s avant Tadej Pogačar (UAE Emirates XRG) et le groupe des favoris, Ben Healy endosse le maillot jaune. Lenny Martinez (Bahrain Victorious), qui a fait partie de l'échappée initiale, revêt le maillot à pois de meilleur grimpeur 47 ans après son grand-père Mariano Martinez, meilleur grimpeur du Tour de France 1978.

## Résultats
Cette section présente les résultats et prix obtenus au cours de l'étape.

### Classement de l'étape
| Classement de la 10e étape | Classement de la 10e étape | Classement de la 10e étape | Classement de la 10e étape | Classement de la 10e étape |
|                            | Coureur                    | Pays                       | Équipe                     | Temps                      |
| -------------------------- | -------------------------- | -------------------------- | -------------------------- | -------------------------- |
| 1er                        | Simon Yates                | Royaume-Uni                | Visma-Lease a Bike         | en 4 h 20 min 5 s          |
| 2e                         | Thymen Arensman            | Pays-Bas                   | Ineos Grenadiers           | + 9 s                      |
| 3e                         | Ben Healy                  | Irlande                    | EF Education-EasyPost      | + 31 s                     |
| 4e                         | Ben O'Connor               | Australie                  | Jayco AlUla                | + 49 s                     |
| 5e                         | Michael Storer             | Australie                  | Tudor                      | + 1 min 23 s               |
| 6e                         | Joseph Blackmore           | Royaume-Uni                | Israel-Premier Tech        | + 3 min 57 s               |
| 7e                         | Anders Johannessen         | Norvège                    | Uno-X Mobility             | + 4 min 38 s               |
| 8e                         | Lenny Martinez             | France                     | Bahrain Victorious         | + 4 min 51 s               |
| 9e                         | Tadej Pogačar              | Slovénie                   | UAE Emirates XRG           | + 4 min 51 s               |
| 10e                        | Jonas Vingegaard           | Danemark                   | Visma-Lease a Bike         | + 4 min 51 s               |
| modifier                   |                            |                            |                            |                            |

### Bonifications en temps
|   | Coureur         | Pays        | Équipe                | Bonifications |
| - | --------------- | ----------- | --------------------- | ------------- |
| 1 | Simon Yates     | Royaume-Uni | Visma-Lease a Bike    | 10 s          |
| 2 | Thymen Arensman | Pays-Bas    | Ineos Grenadiers      | 6 s           |
| 3 | Ben Healy       | Irlande     | EF Education-EasyPost | 4 s           |

### Points attribués
| Sprint intermédiaire Durtol (km 44,4) | Sprint intermédiaire Durtol (km 44,4) | Sprint intermédiaire Durtol (km 44,4) | Sprint intermédiaire Durtol (km 44,4) | Sprint intermédiaire Durtol (km 44,4) |
| ------------------------------------- | ------------------------------------- | ------------------------------------- | ------------------------------------- | ------------------------------------- |
|                                       | Coureur                               | Pays                                  | Équipe                                | Point(s)                              |
| 1er                                   | Anders Johannessen                    | Norvège                               | Uno-X Mobility                        | 20                                    |
| 2e                                    | Bruno Armirail                        | France                                | Decathlon-AG2R La Mondiale            | 17                                    |
| 3e                                    | Harry Sweeny                          | Australie                             | EF Education-EasyPost                 | 15                                    |
| 4e                                    | Iván Romeo Abad                       | Espagne                               | Movistar                              | 13                                    |
| 5e                                    | Michael Woods                         | Canada                                | Israel-Premier Tech                   | 11                                    |
| 6e                                    | Mauro Schmid                          | Suisse                                | Jayco AlUla                           | 10                                    |
| 7e                                    | Joseph Blackmore                      | Royaume-Uni                           | Israel-Premier Tech                   | 9                                     |
| 8e                                    | Quinn Simmons                         | États-Unis                            | Lidl-Trek                             | 8                                     |
| 9e                                    | Thymen Arensman                       | Pays-Bas                              | Ineos Grenadiers                      | 7                                     |
| 10e                                   | Alex Baudin                           | France                                | EF Education-EasyPost                 | 6                                     |
| 11e                                   | Alexey Lutsenko                       | Kazakhstan                            | Israel-Premier Tech                   | 5                                     |
| 12e                                   | Lenny Martinez                        | France                                | Bahrain Victorious                    | 4                                     |
| 13e                                   | Luke Plapp                            | Australie                             | Jayco AlUla                           | 3                                     |
| 14e                                   | Aurélien Paret-Peintre                | France                                | Decathlon-AG2R La Mondiale            | 2                                     |
| 15e                                   | Quentin Pacher                        | France                                | Groupama-FDJ                          | 1                                     |
| modifier                              |                                       |                                       |                                       |                                       |

| Arrivée d'étape Le Mont-Dore - Puy de Sancy (km 165,3) | Arrivée d'étape Le Mont-Dore - Puy de Sancy (km 165,3) | Arrivée d'étape Le Mont-Dore - Puy de Sancy (km 165,3) | Arrivée d'étape Le Mont-Dore - Puy de Sancy (km 165,3) | Arrivée d'étape Le Mont-Dore - Puy de Sancy (km 165,3) |
| ------------------------------------------------------ | ------------------------------------------------------ | ------------------------------------------------------ | ------------------------------------------------------ | ------------------------------------------------------ |
|                                                        | Coureur                                                | Pays                                                   | Équipe                                                 | Point(s)                                               |
| 1er                                                    | Simon Yates                                            | Royaume-Uni                                            | Visma-Lease a Bike                                     | 20                                                     |
| 2e                                                     | Thymen Arensman                                        | Pays-Bas                                               | Ineos Grenadiers                                       | 17                                                     |
| 3e                                                     | Ben Healy                                              | Irlande                                                | EF Education-EasyPost                                  | 15                                                     |
| 4e                                                     | Ben O'Connor                                           | Australie                                              | Jayco AlUla                                            | 13                                                     |
| 5e                                                     | Michael Storer                                         | Australie                                              | Tudor                                                  | 11                                                     |
| 6e                                                     | Joseph Blackmore                                       | Royaume-Uni                                            | Israel-Premier Tech                                    | 10                                                     |
| 7e                                                     | Anders Johannessen                                     | Norvège                                                | Uno-X Mobility                                         | 9                                                      |
| 8e                                                     | Lenny Martinez                                         | France                                                 | Bahrain Victorious                                     | 8                                                      |
| 9e                                                     | Tadej Pogačar                                          | Slovénie                                               | UAE Emirates XRG                                       | 7                                                      |
| 10e                                                    | Jonas Vingegaard                                       | Danemark                                               | Visma-Lease a Bike                                     | 6                                                      |
| 11e                                                    | Florian Lipowitz                                       | Allemagne                                              | Red Bull-Bora-Hansgrohe                                | 5                                                      |
| 12e                                                    | Matteo Jorgenson                                       | États-Unis                                             | Visma-Lease a Bike                                     | 4                                                      |
| 13e                                                    | Remco Evenepoel                                        | Belgique                                               | Soudal Quick-Step                                      | 3                                                      |
| 14e                                                    | Oscar Onley                                            | Royaume-Uni                                            | Picnic-PostNL                                          | 2                                                      |
| 15e                                                    | Tobias Johannessen                                     | Norvège                                                | Uno-X Mobility                                         | 1                                                      |
| modifier                                               |                                                        |                                                        |                                                        |                                                        |

### Cols et côtes
| Côte de Loubeyrat (km 11,8) 2e catégorie (4,1 km à 6,3%) | Côte de Loubeyrat (km 11,8) 2e catégorie (4,1 km à 6,3%) | Côte de Loubeyrat (km 11,8) 2e catégorie (4,1 km à 6,3%) | Côte de Loubeyrat (km 11,8) 2e catégorie (4,1 km à 6,3%) | Côte de Loubeyrat (km 11,8) 2e catégorie (4,1 km à 6,3%) |
| -------------------------------------------------------- | -------------------------------------------------------- | -------------------------------------------------------- | -------------------------------------------------------- | -------------------------------------------------------- |
|                                                          | Coureur                                                  | Pays                                                     | Équipe                                                   | Point(s)                                                 |
| 1er                                                      | Lenny Martinez                                           | France                                                   | Bahrain Victorious                                       | 5                                                        |
| 2e                                                       | Bruno Armirail                                           | France                                                   | Decathlon-AG2R La Mondiale                               | 3                                                        |
| 3e                                                       | Michael Woods                                            | Canada                                                   | Israel-Premier Tech                                      | 2                                                        |
| 4e                                                       | Neilson Powless                                          | États-Unis                                               | EF Education-EasyPost                                    | 1                                                        |
| modifier                                                 |                                                          |                                                          |                                                          |                                                          |

| Côte de La Baraque (km 54,5) 2e catégorie (4,8 km à 7,4 %) | Côte de La Baraque (km 54,5) 2e catégorie (4,8 km à 7,4 %) | Côte de La Baraque (km 54,5) 2e catégorie (4,8 km à 7,4 %) | Côte de La Baraque (km 54,5) 2e catégorie (4,8 km à 7,4 %) | Côte de La Baraque (km 54,5) 2e catégorie (4,8 km à 7,4 %) |
| ---------------------------------------------------------- | ---------------------------------------------------------- | ---------------------------------------------------------- | ---------------------------------------------------------- | ---------------------------------------------------------- |
|                                                            | Coureur                                                    | Pays                                                       | Équipe                                                     | Point(s)                                                   |
| 1er                                                        | Lenny Martinez                                             | France                                                     | Bahrain Victorious                                         | 5                                                          |
| 2e                                                         | Anders Johannessen                                         | Norvège                                                    | Uno-X Mobility                                             | 3                                                          |
| 3e                                                         | Michael Woods                                              | Canada                                                     | Israel-Premier Tech                                        | 2                                                          |
| 4e                                                         | Bruno Armirail                                             | France                                                     | Decathlon-AG2R La Mondiale                                 | 1                                                          |
| modifier                                                   |                                                            |                                                            |                                                            |                                                            |

| Côte de Charade (km 66,6) 2e catégorie (5,1 km à 6,8 %) | Côte de Charade (km 66,6) 2e catégorie (5,1 km à 6,8 %) | Côte de Charade (km 66,6) 2e catégorie (5,1 km à 6,8 %) | Côte de Charade (km 66,6) 2e catégorie (5,1 km à 6,8 %) | Côte de Charade (km 66,6) 2e catégorie (5,1 km à 6,8 %) |
| ------------------------------------------------------- | ------------------------------------------------------- | ------------------------------------------------------- | ------------------------------------------------------- | ------------------------------------------------------- |
|                                                         | Coureur                                                 | Pays                                                    | Équipe                                                  | Point(s)                                                |
| 1er                                                     | Lenny Martinez                                          | France                                                  | Bahrain Victorious                                      | 5                                                       |
| 2e                                                      | Michael Woods                                           | Canada                                                  | Israel-Premier Tech                                     | 3                                                       |
| 3e                                                      | Thymen Arensman                                         | Pays-Bas                                                | Ineos Grenadiers                                        | 2                                                       |
| 4e                                                      | Quinn Simmons                                           | États-Unis                                              | Lidl-Trek                                               | 1                                                       |
| modifier                                                |                                                         |                                                         |                                                         |                                                         |

| Côte de Berzet (km 78,4) 2e catégorie (3,4 km à 7,4 %) | Côte de Berzet (km 78,4) 2e catégorie (3,4 km à 7,4 %) | Côte de Berzet (km 78,4) 2e catégorie (3,4 km à 7,4 %) | Côte de Berzet (km 78,4) 2e catégorie (3,4 km à 7,4 %) | Côte de Berzet (km 78,4) 2e catégorie (3,4 km à 7,4 %) |
| ------------------------------------------------------ | ------------------------------------------------------ | ------------------------------------------------------ | ------------------------------------------------------ | ------------------------------------------------------ |
|                                                        | Coureur                                                | Pays                                                   | Équipe                                                 | Point(s)                                               |
| 1er                                                    | Lenny Martinez                                         | France                                                 | Bahrain Victorious                                     | 5                                                      |
| 2e                                                     | Michael Woods                                          | Canada                                                 | Israel-Premier Tech                                    | 3                                                      |
| 3e                                                     | Anders Johannessen                                     | Norvège                                                | Uno-X Mobility                                         | 2                                                      |
| 4e                                                     | Alex Baudin                                            | France                                                 | EF Education-EasyPost                                  | 1                                                      |
| modifier                                               |                                                        |                                                        |                                                        |                                                        |

| Col de Guéry (km 115,4) 2e catégorie (3,4 km à 6,7 %) | Col de Guéry (km 115,4) 2e catégorie (3,4 km à 6,7 %) | Col de Guéry (km 115,4) 2e catégorie (3,4 km à 6,7 %) | Col de Guéry (km 115,4) 2e catégorie (3,4 km à 6,7 %) | Col de Guéry (km 115,4) 2e catégorie (3,4 km à 6,7 %) |
| ----------------------------------------------------- | ----------------------------------------------------- | ----------------------------------------------------- | ----------------------------------------------------- | ----------------------------------------------------- |
|                                                       | Coureur                                               | Pays                                                  | Équipe                                                | Point(s)                                              |
| 1er                                                   | Lenny Martinez                                        | France                                                | Bahrain Victorious                                    | 5                                                     |
| 2e                                                    | Ben Healy                                             | Irlande                                               | EF Education-EasyPost                                 | 3                                                     |
| 3e                                                    | Ben O'Connor                                          | Australie                                             | Jayco AlUla                                           | 2                                                     |
| 4e                                                    | Quinn Simmons                                         | États-Unis                                            | Lidl-Trek                                             | 1                                                     |
| modifier                                              |                                                       |                                                       |                                                       |                                                       |

| Col de la Croix-Morand (km 124,1) 3e catégorie (3,4 km à 5,7 %) | Col de la Croix-Morand (km 124,1) 3e catégorie (3,4 km à 5,7 %) | Col de la Croix-Morand (km 124,1) 3e catégorie (3,4 km à 5,7 %) | Col de la Croix-Morand (km 124,1) 3e catégorie (3,4 km à 5,7 %) | Col de la Croix-Morand (km 124,1) 3e catégorie (3,4 km à 5,7 %) |
| --------------------------------------------------------------- | --------------------------------------------------------------- | --------------------------------------------------------------- | --------------------------------------------------------------- | --------------------------------------------------------------- |
|                                                                 | Coureur                                                         | Pays                                                            | Équipe                                                          | Point(s)                                                        |
| 1er                                                             | Ben Healy                                                       | Irlande                                                         | EF Education-EasyPost                                           | 2                                                               |
| 2e                                                              | Quinn Simmons                                                   | États-Unis                                                      | Lidl-Trek                                                       | 1                                                               |
| modifier                                                        |                                                                 |                                                                 |                                                                 |                                                                 |

| Col de la Croix Saint-Robert (km 155,4) 2e catégorie (5,1 km à 6,4 %) | Col de la Croix Saint-Robert (km 155,4) 2e catégorie (5,1 km à 6,4 %) | Col de la Croix Saint-Robert (km 155,4) 2e catégorie (5,1 km à 6,4 %) | Col de la Croix Saint-Robert (km 155,4) 2e catégorie (5,1 km à 6,4 %) | Col de la Croix Saint-Robert (km 155,4) 2e catégorie (5,1 km à 6,4 %) |
| --------------------------------------------------------------------- | --------------------------------------------------------------------- | --------------------------------------------------------------------- | --------------------------------------------------------------------- | --------------------------------------------------------------------- |
|                                                                       | Coureur                                                               | Pays                                                                  | Équipe                                                                | Point(s)                                                              |
| 1er                                                                   | Ben Healy                                                             | Irlande                                                               | EF Education-EasyPost                                                 | 5                                                                     |
| 2e                                                                    | Thymen Arensman                                                       | Pays-Bas                                                              | Ineos Grenadiers                                                      | 3                                                                     |
| 3e                                                                    | Ben O'Connor                                                          | Australie                                                             | Jayco AlUla                                                           | 2                                                                     |
| 4e                                                                    | Michael Storer                                                        | Australie                                                             | Tudor                                                                 | 1                                                                     |
| modifier                                                              |                                                                       |                                                                       |                                                                       |                                                                       |

| Le Mont-Dore - Puy de Sancy (km 165,3) 2e catégorie (3,3 km à 8,0 %) | Le Mont-Dore - Puy de Sancy (km 165,3) 2e catégorie (3,3 km à 8,0 %) | Le Mont-Dore - Puy de Sancy (km 165,3) 2e catégorie (3,3 km à 8,0 %) | Le Mont-Dore - Puy de Sancy (km 165,3) 2e catégorie (3,3 km à 8,0 %) | Le Mont-Dore - Puy de Sancy (km 165,3) 2e catégorie (3,3 km à 8,0 %) |
| -------------------------------------------------------------------- | -------------------------------------------------------------------- | -------------------------------------------------------------------- | -------------------------------------------------------------------- | -------------------------------------------------------------------- |
|                                                                      | Coureur                                                              | Pays                                                                 | Équipe                                                               | Point(s)                                                             |
| 1er                                                                  | Simon Yates                                                          | Royaume-Uni                                                          | Visma-Lease a Bike                                                   | 5                                                                    |
| 2e                                                                   | Thymen Arensman                                                      | Pays-Bas                                                             | Ineos Grenadiers                                                     | 3                                                                    |
| 3e                                                                   | Ben Healy                                                            | Irlande                                                              | EF Education-EasyPost                                                | 2                                                                    |
| 4e                                                                   | Ben O'Connor                                                         | Australie                                                            | Jayco AlUla                                                          | 1                                                                    |
| modifier                                                             |                                                                      |                                                                      |                                                                      |                                                                      |

### Prix de la combativité
- Ben Healy (EF Education-EasyPost)

## Classements à l'issue de l'étape
Cette section présente le classement général et les différents classements annexes à l'issue de l'étape.

### Classement général
| Classement général | Classement général | Classement général | Classement général      | Classement général  |
|                    | Coureur            | Pays               | Équipe                  | Temps               |
| ------------------ | ------------------ | ------------------ | ----------------------- | ------------------- |
| 1er                | Ben Healy          | Irlande            | EF Education-EasyPost   | en 37 h 41 min 49 s |
| 2e                 | Tadej Pogačar      | Slovénie           | UAE Emirates XRG        | + 29 s              |
| 3e                 | Remco Evenepoel    | Belgique           | Soudal Quick-Step       | + 1 min 29 s        |
| 4e                 | Jonas Vingegaard   | Danemark           | Visma-Lease a Bike      | + 1 min 46 s        |
| 5e                 | Matteo Jorgenson   | États-Unis         | Visma-Lease a Bike      | + 2 min 6 s         |
| 6e                 | Kévin Vauquelin    | France             | Arkéa-B&B Hotels        | + 2 min 26 s        |
| 7e                 | Oscar Onley        | Royaume-Uni        | Picnic-PostNL           | + 3 min 24 s        |
| 8e                 | Florian Lipowitz   | Allemagne          | Red Bull-Bora-Hansgrohe | + 3 min 34 s        |
| 9e                 | Primož Roglič      | Slovénie           | Red Bull-Bora-Hansgrohe | + 3 min 41 s        |
| 10e                | Tobias Johannessen | Norvège            | Uno-X Mobility          | + 5 min 3 s         |
| modifier           |                    |                    |                         |                     |

| Classement par points | Classement par points | Classement par points | Classement par points | Classement par points |
| --------------------- | --------------------- | --------------------- | --------------------- | --------------------- |
|                       | Coureur               | Pays                  | Équipe                | Point(s)              |
| 1er                   | Jonathan Milan        | Italie                | Lidl-Trek             | 227 points            |
| 2e                    | Tadej Pogačar         | Slovénie              | UAE Emirates XRG      | 163 pts               |
| 3e                    | Biniam Girmay         | Érythrée              | Intermarché-Wanty     | 151 pts               |
| 4e                    | Tim Merlier           | Belgique              | Soudal Quick-Step     | 150 pts               |
| 5e                    | Mathieu van der Poel  | Pays-Bas              | Alpecin-Deceuninck    | 128 pts               |
| 6e                    | Anthony Turgis        | France                | TotalEnergies         | 106 pts               |
| 7e                    | Jonas Vingegaard      | Danemark              | Visma-Lease a Bike    | 86 pts                |
| 8e                    | Kaden Groves          | Australie             | Alpecin-Deceuninck    | 67 pts                |
| 9e                    | Quinn Simmons         | États-Unis            | Lidl-Trek             | 64 pts                |
| 10e                   | Remco Evenepoel       | Belgique              | Soudal Quick-Step     | 59 pts                |
| modifier              |                       |                       |                       |                       |

| Classement du meilleur grimpeur | Classement du meilleur grimpeur | Classement du meilleur grimpeur | Classement du meilleur grimpeur | Classement du meilleur grimpeur |
| ------------------------------- | ------------------------------- | ------------------------------- | ------------------------------- | ------------------------------- |
|                                 | Coureur                         | Pays                            | Équipe                          | Point(s)                        |
| 1er                             | Lenny Martinez                  | France                          | Bahrain Victorious              | 27 points                       |
| 2e                              | Ben Healy                       | Irlande                         | EF Education-EasyPost           | 16 pts                          |
| 3e                              | Michael Woods                   | Canada                          | Israel-Premier Tech             | 11 pts                          |
| 4e                              | Tim Wellens                     | Belgique                        | UAE Emirates XRG                | 8 pts                           |
| 5e                              | Thymen Arensman                 | Pays-Bas                        | Ineos Grenadiers                | 8 pts                           |
| 6e                              | Tadej Pogačar                   | Slovénie                        | UAE Emirates XRG                | 7 pts                           |
| 7e                              | Anders Johannessen              | Norvège                         | Uno-X Mobility                  | 6 pts                           |
| 8e                              | Simon Yates                     | Royaume-Uni                     | Visma-Lease a Bike              | 5 pts                           |
| 9e                              | Quinn Simmons                   | États-Unis                      | Lidl-Trek                       | 5 pts                           |
| 10e                             | Ben O'Connor                    | Australie                       | Jayco AlUla                     | 5 pts                           |
| modifier                        |                                 |                                 |                                 |                                 |

| Classement général du meilleur jeune | Classement général du meilleur jeune | Classement général du meilleur jeune | Classement général du meilleur jeune | Classement général du meilleur jeune |
|                                      | Coureur                              | Pays                                 | Équipe                               | Temps                                |
| ------------------------------------ | ------------------------------------ | ------------------------------------ | ------------------------------------ | ------------------------------------ |
| 1er                                  | Ben Healy                            | Irlande                              | EF Education-EasyPost                | en 37 h 41 min 49 s                  |
| 2e                                   | Remco Evenepoel                      | Belgique                             | Soudal Quick-Step                    | + 1 min 29 s                         |
| 3e                                   | Kévin Vauquelin                      | France                               | Arkéa-B&B Hotels                     | + 2 min 26 s                         |
| 4e                                   | Oscar Onley                          | Royaume-Uni                          | Picnic-PostNL                        | + 3 min 24 s                         |
| 5e                                   | Florian Lipowitz                     | Allemagne                            | Red Bull-Bora-Hansgrohe              | + 3 min 34 s                         |
| 6e                                   | Carlos Rodríguez                     | Espagne                              | Ineos Grenadiers                     | + 5 min 44 s                         |
| 7e                                   | Mattias Skjelmose                    | Danemark                             | Lidl-Trek                            | + 7 min 2 s                          |
| 8e                                   | Romain Grégoire                      | France                               | Groupama-FDJ                         | + 15 min 15 s                        |
| 9e                                   | Joseph Blackmore                     | Royaume-Uni                          | Israel-Premier Tech                  | + 28 min 54 s                        |
| 10e                                  | Alex Baudin                          | France                               | EF Education-EasyPost                | + 30 min 20 s                        |
| modifier                             |                                      |                                      |                                      |                                      |

| Classement par équipes | Classement par équipes     | Classement par équipes | Classement par équipes |
|                        | Équipe                     | Pays                   | Temps                  |
| ---------------------- | -------------------------- | ---------------------- | ---------------------- |
| 1re                    | Visma-Lease a Bike         | Pays-Bas               | en 113 h 6 min 32 s    |
| 2e                     | UAE Emirates XRG           | Émirats arabes unis    | + 16 min 45 s          |
| 3e                     | Decathlon-AG2R La Mondiale | France                 | + 28 min 12 s          |
| 4e                     | Groupama-FDJ               | France                 | + 29 min 7 s           |
| 5e                     | Arkéa-B&B Hotels           | France                 | + 29 min 41 s          |
| 6e                     | Red Bull-Bora-Hansgrohe    | Allemagne              | + 33 min 50 s          |
| 7e                     | Ineos Grenadiers           | Royaume-Uni            | + 36 min 38 s          |
| 8e                     | EF Education-EasyPost      | États-Unis             | + 39 min 36 s          |
| 9e                     | Movistar                   | Espagne                | + 47 min 10 s          |
| 10e                    | TotalEnergies              | France                 | + 51 min 42 s          |
| modifier               |                            |                        |                        |

## Abandon(s)
Trois coureurs ont abandonné au cours de l'étape :
- Marijn van den Berg (EF Education-EasyPost) : non partant ;
- Søren Wærenskjold (Uno-X Mobility) : abandon ;
- Georg Zimmermann (Intermarché-Wanty) : non partant.